# صيغة للأعداد الأولية
في نظرية الأعداد، صيغة الأعداد الأولية هي صيغة (أو معادلة) تنتج الأعداد الأولية، تمامًا وبدون استثناء. لا توجد معادلة معروفة قابلة للحساب بكفاءة. هناك عدد من القيود المعروفة، والتي تبين ما يمكن وما لا يمكن أن تكون عليه مثل هذه «الصيغة».

## صيغة مبنية على نظرية ويلسون
هي صيغة بسيطة:
{\displaystyle f(n)=\left\lfloor {\frac {n!{\bmod {(}}n+1)}{n}}\right\rfloor (n-1)+2}
لعدد صحيح موجب {\displaystyle n} ، بحيث {\displaystyle \lfloor \ \rfloor } هي دالة الجزء الصحيح. من خلال مبرهنة ويلسون، {\displaystyle n+1} هو عدد أولي إذا وفقط إذا كان{\displaystyle n!\equiv n{\pmod {n+1}}} . وهكذا عندما يكون {\displaystyle n+1} عدد أولي، يصبح العامل الأول في الجداء واحدًا (طالع الصيغة أعلاه)، وتنتج الصيغة العدد الأولي {\displaystyle n+1} . لكن إذا كان {\displaystyle n+1} ليس عددًا أوليًا، يصبح العامل الأول صفراً وتنتج الصيغة العدد الأولي 2. هذه الصيغة ليست طريقة فعالة لتوليد الأعداد الأولية لأن حساب {\displaystyle n!{\bmod {(}}n+1)} يأخذ وقتاً.

## صيغة مبنية على نظام معادلات ديوفانتية
نظرًا لأن مجموعة الأعداد الأولية عبارة عن مجموعة يمكن عدها حسابيًا، من خلال مبرهنة ماتياسيفيتش، يمكن الحصول على هذه المجموعة من خلال نظام معادلات ديوفانتية. جونز et al. (1976) وجد مجموعة من 14 معادلة ديوفانتين مع 26 متغيرًا، بحيث أن عدداً معين {\displaystyle k+2} هو عدد أولي إذا وفقط إذا كان لهذه النظمة حل في الأعداد الطبيعية:
{\displaystyle \alpha _{0}=wz+h+j-q=0}
{\displaystyle \alpha _{1}=(gk+2g+k+1)(h+j)+h-z=0}
{\displaystyle \alpha _{2}=16(k+1)^{3}(k+2)(n+1)^{2}+1-f^{2}=0}
{\displaystyle \alpha _{3}=2n+p+q+z-e=0}
{\displaystyle \alpha _{4}=e^{3}(e+2)(a+1)^{2}+1-o^{2}=0}
{\displaystyle \alpha _{5}=(a^{2}-1)y^{2}+1-x^{2}=0}
{\displaystyle \alpha _{6}=16r^{2}y^{4}(a^{2}-1)+1-u^{2}=0}
{\displaystyle \alpha _{7}=n+\ell +v-y=0}
{\displaystyle \alpha _{8}=(a^{2}-1)\ell ^{2}+1-m^{2}=0}
{\displaystyle \alpha _{9}=ai+k+1-\ell -i=0}
{\displaystyle \alpha _{10}=((a+u^{2}(u^{2}-a))^{2}-1)(n+4dy)^{2}+1-(x+cu)^{2}=0}
{\displaystyle \alpha _{11}=p+\ell (a-n-1)+b(2an+2a-n^{2}-2n-2)-m=0}
{\displaystyle \alpha _{12}=q+y(a-p-1)+s(2ap+2a-p^{2}-2p-2)-x=0}
{\displaystyle \alpha _{13}=z+p\ell (a-p)+t(2ap-p^{2}-1)-pm=0}
يمكن استخدام المعادلات 14 {\displaystyle \alpha _{0},...,\alpha _{13}} لإنتاج متفاوتة متعددة الحدود تنتج عدداً أوليًا مع 26 متغيرًا:
{\displaystyle (k+2)(1-\alpha _{0}^{2}-\alpha _{1}^{2}-\cdots -\alpha _{13}^{2})>0}
أي أن:
{\displaystyle {\begin{aligned}&(k+2)(1-{}\\[6pt]&[wz+h+j-q]^{2}-{}\\[6pt]&[(gk+2g+k+1)(h+j)+h-z]^{2}-{}\\[6pt]&[16(k+1)^{3}(k+2)(n+1)^{2}+1-f^{2}]^{2}-{}\\[6pt]&[2n+p+q+z-e]^{2}-{}\\[6pt]&[e^{3}(e+2)(a+1)^{2}+1-o^{2}]^{2}-{}\\[6pt]&[(a^{2}-1)y^{2}+1-x^{2}]^{2}-{}\\[6pt]&[16r^{2}y^{4}(a^{2}-1)+1-u^{2}]^{2}-{}\\[6pt]&[n+\ell +v-y]^{2}-{}\\[6pt]&[(a^{2}-1)\ell ^{2}+1-m^{2}]^{2}-{}\\[6pt]&[ai+k+1-\ell -i]^{2}-{}\\[6pt]&[((a+u^{2}(u^{2}-a))^{2}-1)(n+4dy)^{2}+1-(x+cu)^{2}]^{2}-{}\\[6pt]&[p+\ell (a-n-1)+b(2an+2a-n^{2}-2n-2)-m]^{2}-{}\\[6pt]&[q+y(a-p-1)+s(2ap+2a-p^{2}-2p-2)-x]^{2}-{}\\[6pt]&[z+p\ell (a-p)+t(2ap-p^{2}-1)-pm]^{2})\\[6pt]&>0\end{aligned}}}
هي متفاوتة متعددة الحدود مع 26 متغيرًا، ومجموعة الأعداد الأولية متطابقة مع مجموعة القيم الموجبة التي يتخذها الجانب الأيسر مثل المتغيرات {\displaystyle a,b,...,z} على الأعداد الصحيحة غير السالبة.
تقول النظرية العامة لماتياسيفيتش أنه إذا تم تحديد مجموعة من خلال نظام معادلات ديوفانتية، فيمكن أيضًا تعريفها من خلال نظام معادلات ديوفانتية مع 9 متغيرات فقط. ومن ثم، هناك كثيرة حدود تنتج عدداً أولياً على النحو الوارد أعلاه مع 10 متغيرات فقط. ومع ذلك، فإن درجتها كبيرة (في حدود {\displaystyle 10^{45}}). من ناحية أخرى، توجد أيضًا مجموعة من المعادلات من الدرجة 4 فقط، ولكن مع 58 متغيرًا.

## صيغة ميلز
تم إنشاء أول صيغة معروفة من قبل ميلز (1947) ، الذي أثبت وجود عدد حقيقي {\displaystyle A}، بحيث أنه إذا كان:
{\displaystyle d_{n}=A^{3^{n}}}
فإن:
{\displaystyle \left\lfloor d_{n}\right\rfloor =\left\lfloor A^{3^{n}}\right\rfloor }
هو عدد أولي لجميع الأعداد الصحيحة الموجبة {\displaystyle n} . إذا كانت فرضية ريمان صحيحة، فإن أصغر A له قيمة حوالي {\displaystyle 1.30637788386308} ويُعرف باسم ثابت ميلز. تؤدي هذه القيمة إلى ظهور الأعداد الأولية التالية {\displaystyle \left\lfloor d_{1}\right\rfloor =2} و {\displaystyle \left\lfloor d_{2}\right\rfloor =11} و {\displaystyle \left\lfloor d_{3}\right\rfloor =1361} ... . لا يُعرف سوى القليل جدًا عن الثابت {\displaystyle A} (ولا حتى كونه كسرياً أو لا). هذه الصيغة ليس لها قيمة عملية، لأنه لا توجد طريقة معروفة لحساب الثابت دون إيجاد الأعداد الأولية في المقام الأول.

لاحظ أنه لا يوجد شيء مميز حول دالة الجزء الصحيح في الصيغة. أثبت توث  أن هناك أيضًا ثابتًا {\displaystyle B} مثل ذلك، بحيث أن:
{\displaystyle \lceil B^{r^{n}}\rceil }
هو عدد أولي لـ {\displaystyle r>2.106\ldots } (توث 2017) .

## صيغة رايت
صيغة أخرى لإنتاج الأعداد الأولية مماثلة لميلز تأتي من مبرهنة إي.إم. رايت. فقد أثبت وجود عدد حقيقي {\displaystyle \alpha }، بحيث أنه إذا كان: 
{\displaystyle g_{0}=\alpha } و

{\displaystyle g_{n+1}=2^{g_{n}}} من أجل {\displaystyle n\geq 0}.
فإن 
{\displaystyle \left\lfloor g_{n}\right\rfloor =\left\lfloor 2^{\dots ^{2^{2^{\alpha }}}}\right\rfloor }
هو عدد أولي لكل {\displaystyle n\geq 1}. يعطي رايت أول سبعة منازل عشرية لهذا الثابت: {\displaystyle \alpha =1.9287800} هذه القيمة يمكن أن تولد الأعداد الأولية التالية {\displaystyle \left\lfloor g_{1}\right\rfloor =\left\lfloor 2^{\alpha }\right\rfloor =3}، {\displaystyle \left\lfloor g_{2}\right\rfloor =13}، {\displaystyle \left\lfloor g_{3}\right\rfloor =16381}، {\displaystyle \left\lfloor g_{4}\right\rfloor } هو عدد زوجي وبالتالي فهو ليس أولياً. ولكن باستخدام {\displaystyle \alpha =1.9287800+8.2843\cdot 10^{-4933}}، {\displaystyle \left\lfloor g_{1}\right\rfloor }، {\displaystyle \left\lfloor g_{2}\right\rfloor } و {\displaystyle \left\lfloor g_{3}\right\rfloor } لم يطرئ عليهم أي تغيير، بينما {\displaystyle \left\lfloor g_{4}\right\rfloor } هو عدد أولي مكون من 4932 رقمًا. هذا التسلسل من الأعداد الأولية لا يمكن أن يمتد إلى ما بعد {\displaystyle \left\lfloor g_{4}\right\rfloor } دون معرفة المزيد من المنازل العشرية ل{\displaystyle \alpha }. . مثل صيغة ميلز، وللأسباب نفسها، لا يمكن استخدام صيغة رايت (بكفائة) للعثور على الأعداد الأولية.

## دالة تمثل جميع الأعداد الأولية
الثابت {\displaystyle ,f_{1}=2.920050977316\ldots } من أجل {\displaystyle n\geq 2} يمكننا أن نعرف المتتالية التالية:
{\displaystyle f_{n}=\left\lfloor f_{n-1}\right\rfloor (f_{n-1}-\left\lfloor f_{n-1}\right\rfloor +1)}
إذا من أجل {\displaystyle n\geq 1}، {\displaystyle \left\lfloor f_{n}\right\rfloor } هو العدد الأولي النوني: {\displaystyle \left\lfloor f_{1}\right\rfloor =2}، {\displaystyle \left\lfloor f_{2}\right\rfloor =3}، {\displaystyle \left\lfloor f_{3}\right\rfloor =5}، {\displaystyle \left\lfloor f_{4}\right\rfloor =7}...
الثابت {\displaystyle f_{1}} المعطى أعلاه يكفي لإنتاج الأعداد الأولية حتى 37 (العدد الأولي الثاني عشر).

القيمة الدقيقة لـ{\displaystyle f_{1}} الذي ينتج جميع الأعداد الأولية يتم إعطاؤه بواسطة المتسلسلة «سريعة» التقارب الآتية:
{\displaystyle f_{1}=\sum _{n=1}^{\infty }{\frac {p_{n}-1}{P_{n}}}={\frac {2-1}{1}}+{\frac {3-1}{2}}+{\frac {5-1}{2\cdot 3}}+{\frac {7-1}{2\cdot 3\cdot 5}}+\cdots ,}.
بحيث {\displaystyle p_{n}} هو العدد الأولي النوني و {\displaystyle P_{n}} هو جداء جميع الأعداد الأولية الأقل من أو تساوي {\displaystyle p_{n}}.
كما هو الحال مع صيغة ميلز وصيغة رايت أعلاه، من أجل إنشاء قائمة أطول من الأعداد الأولية، نحتاج إلى البدء بمعرفة المزيد من المنازل العشرية للثابت {\displaystyle f_{1}}، والذي يتطلب في هذه الحالة قائمة أطول من الأعداد الأولية في حسابها.

## صيغة ممكنة باستخدام علاقة تكرار
يتم تعريف صيغة أخرى من خلال علاقة التكرار:
{\displaystyle a_{n}=a_{n-1}+\gcd(n,a_{n-1}),\quad a_{1}=7}،
حيث يشير {\displaystyle \gcd(x,y)} إلى القاسم المشترك الأكبر لـ {\displaystyle x} و {\displaystyle y} . تسلسل الفروق {\displaystyle a_{n+1}-a_{n}} يبدأ بـ 1، 1، 1، 5، 3، 1، 1، 1، 1، 11، 3، 1، 1، 1، 1، 1، 1، 1، 1، 1، 1، 23، 3، 1، 1، 1، 1، 1، 1، 1، 1، 1، 1، 1، 1، 1، 1، 1، 1، 1، 1، 1، 1، 47، 3، 1، 5، 3... .رولند (2008) أثبت أن هذا التسلسل يحتوي فقط على العدد واحد وأعداد أولية. ومع ذلك، فإنه لا يحتوي على جميع الأعداد الأولية.

## روابط خارجية
- Eric W. Weisstein, Prime Formulas (Prime-Generating Polynomial) at MathWorld.